# La Bazoque, Calvados
La Bazoque là một xã ở tỉnh Calvados, thuộc vùng Normandie ở tây bắc nước Pháp.